# Mission trésor
Pour plus de détails, voir Fiche technique et Distribution.
Mission trésor (Tarapaty) est un film polonais de Marta Karwowska, sorti en 2017.

## Synopsis
Une fillette qui n'a pas d'ami est envoyée chez sa tante à Varsovie. Elle y est témoin d'un vol de documents. Un garçon de son âge l'aide à les retrouver dans une maison abandonnée. Des voleurs tentent de s'emparer d'un tableau inédit de Pablo Picasso peint directement sur un mur, représentant une sirène. Enfermés dans le sous-sol d'une maison, attenant au métro de la ville, les enfants vont devenir, par des gestes de gentillesse réciproques, des amis. Et ils vont aider la police à retrouver l’œuvre du célèbre artiste.

## Fiche technique
- Titre original : Tarapaty
- Titre français : Mission trésor
- Réalisation : Marta Karwowska
- Scénario : Marta Karwowska
- Photographie : Kacper Fertacz
- Musique : Antoni Lazarkiewicz
- Pays d'origine : Pologne[1]
- Genre : enfants
- Durée : 85 minutes
- Date de sortie : 2017

## Distribution
- Hanna Hryniewicka : Julka
- Jakub Janota-Bzowski : Olek
- Piotr Głowacki : 'Boss'
- Roma Gąsiorowska : Agata
- Joanna Szczepkowska : la tante
- Maria Maj : 'Fat'
- Jadwiga Jankowska-Cieslak : 'Skinny'